# Huantai
Der Kreis Huantai (chinesisch 桓台县, Pinyin Huántái Xiàn) ist ein Kreis in der chinesischen Provinz Shandong. Er gehört zum Verwaltungsgebiet der bezirksfreien Stadt Zibo. Huantai hat eine Fläche von 509 km² und zählt 504.011 Einwohner (Stand: Zensus 2010). Sein Hauptort ist die Großgemeinde Suozhen (索镇镇).

## Administrative Gliederung
Auf Gemeindeebene setzt sich der Kreis aus elf Großgemeinden zusammen. 